# Ideologia fascista

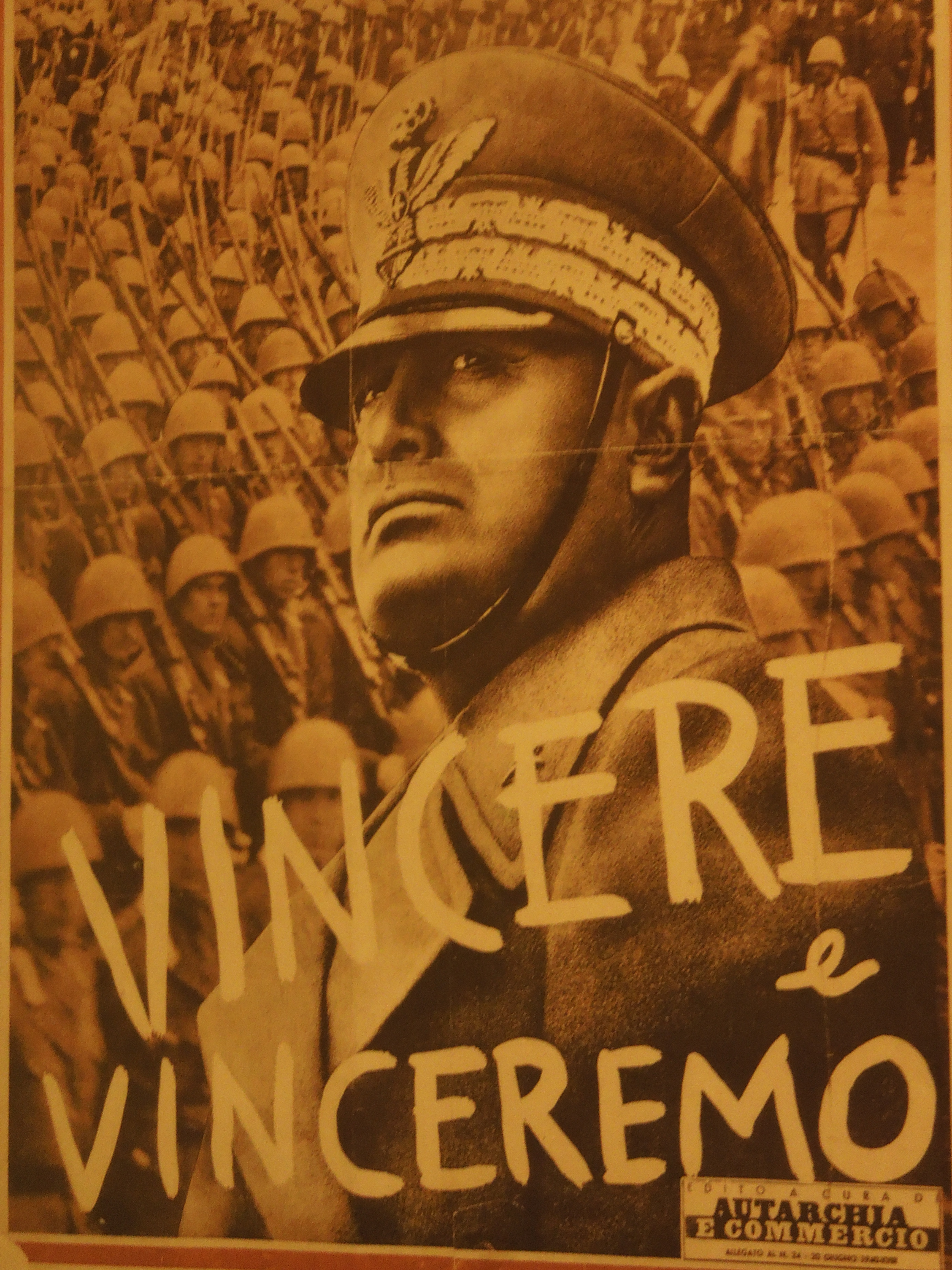
Un manifesto di propaganda fascista raffigurante Benito Mussolini, il Duce d'Italia

La storia dell'ideologia fascista è lunga e attinge da molteplici fonti. I fascisti trassero ispirazione da fonti antiche come gli spartani per quanto riguarda la loro attenzione alla purezza razziale e l'enfasi sul governo di una minoranza d'élite. I ricercatori hanno anche individuato legami tra il fascismo e gli ideali di Platone, sebbene tra i due esistano differenze fondamentali. Il fascismo italiano, in particolare, si definiva il successore ideologico di Roma, in particolare dell'Impero romano. Anche la concezione di Georg Wilhelm Friedrich Hegel sull'autorità assoluta dello Stato influenzò fortemente il pensiero fascista. La rivoluzione francese del 1789 fu una grande influenza, poiché i nazisti si consideravano in lotta contro molte delle idee che essa aveva portato alla ribalta, in particolare il liberalismo, la democrazia liberale e l'uguaglianza razziale. D'altra parte, il fascismo attingeva profondamente all'ideale rivoluzionario del nazionalismo. Il pregiudizio di una cultura ariana "alta e nobile" in contrapposizione a una cultura semitica "parassitaria" era fondamentale per le visioni razziali naziste, mentre altre prime forme di fascismo si interessavano di concezioni non razzializzate delle rispettive nazioni.
I temi comuni ai movimenti fascisti includono: autoritarismo, nazionalismo (compreso il nazionalismo razziale e il nazionalismo religioso), gerarchia ed elitarismo e militarismo. Altri aspetti del fascismo, come la percezione della decadenza, l'anti-egualitarismo e il totalitarismo, possono essere visti come derivati da queste idee. Roger Griffin (n. 1948) ha proposto che il fascismo sia una sintesi di totalitarismo e ultranazionalismo sacralizzato attraverso un mito di rinascita e rigenerazione nazionale, che egli definisce "ultranazionalismo palingenetico".
Il rapporto del fascismo con le altre ideologie a lui contemporanee è stato complesso. La stessa dottrina fascista considerava spesso queste ideologie come proprie avversarie, ma allo stesso tempo si concentrava anche sull'appropriazione dei loro aspetti più popolari. Il fascismo sostenne i diritti di proprietà privata - fatta eccezione per i gruppi che perseguitava - e il profitto del capitalismo, ma cercò di eliminare l’autonomia del capitalismo su larga scala dallo Stato. I fascisti condividevano molti degli obiettivi dei conservatori del loro tempo e spesso si alleavano con loro reclutando tra i ranghi conservatori scontenti, ma si presentavano come sostenitori di un'ideologia più moderna, meno concentrata su aspetti come la religione tradizionale, e cercavano di rimodellare radicalmente la società attraverso un'azione rivoluzionaria piuttosto che preservare lo status quo. Il fascismo si oppose al concetto di conflitto di classe e al carattere egualitario e internazionale del socialismo. Si oppose fermamente al liberalismo, comunismo, anarchismo e al socialismo democratico.

## Origini ideologiche

### Prime influenze (495 a.C.–1880 d.C.)

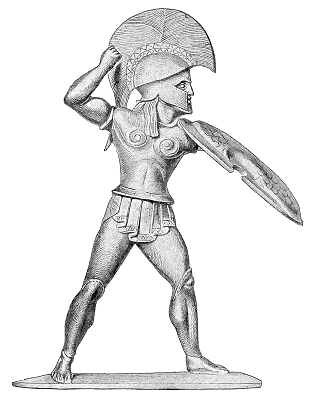
Raffigurazione di un guerriero oplita greco antico; l’antica Sparta è stata considerata un’ispirazione per movimenti fascisti e quasi-fascisti, come il Nazismo e il Metaxismo quasi-fascista

Le prime influenze che hanno plasmato l’ideologia del fascismo sono state fatte risalire all’antica Grecia. La cultura politica dell’antica Grecia e, in particolare, la città-stato greca di Sparta sotto Licurgo, con la sua enfasi sul militarismo e la purezza razziale, erano ammirate dai nazisti. Il Führer nazista Adolf Hitler sottolineava che la Germania dovesse aderire ai valori e alla cultura ellenica, in particolare a quelli dell’antica Sparta. Egli respingeva le possibili critiche sui valori ellenici considerati non tedeschi enfatizzando la connessione della razza ariana comune con gli antichi Greci, affermando in Mein Kampf: “Non si devono permettere le differenze delle singole razze di lacerare la più grande comunità razziale”. Infatti, tracciare legami razziali con la cultura dell’antica Grecia era considerato necessario per la narrativa nazionale, dato che Hitler non era impressionato dalle opere culturali delle tribù germaniche dell’epoca, affermando: “se qualcuno ci chiede dei nostri antenati, dovremmo fare costantemente riferimento agli antichi Greci”.
Hitler continuò a dire in Mein Kampf: “La lotta che infuria oggi coinvolge grandi obiettivi: una cultura combatte per la sua esistenza, che combina millenni e abbraccia insieme l’Ellenismo e la Germanità”. Il regime quasi fascista di Ioannis Metaxas emulò gli Spartani, esortando i Greci a dedicarsi interamente alla nazione con autocontrollo, proprio come avevano fatto gli Spartani. I sostenitori del regime del 4 agosto degli anni ’30 e ’40 giustificavano la dittatura di Metaxas basandosi sul fatto che la “prima civiltà greca” comprendeva una dittatura ateniese guidata da Pericle, che aveva portato l’antica Grecia alla grandezza. Anche il filosofo greco Platone sostenne molte posizioni politiche simili a quelle del fascismo. In La Repubblica (circa 380 a.C.), Platone sottolinea la necessità di un re filosofo in uno stato ideale. Platone riteneva che lo stato ideale dovesse essere governato da una classe d’élite di governanti, chiamati “Guardiani,” e rifiutava l’idea di uguaglianza sociale. Platone credeva in uno stato autoritario.
Platone disprezzava la democrazia ateniese dicendo: “Le leggi della democrazia rimangono parole morte, la sua libertà è anarchia, la sua uguaglianza è l’uguaglianza di disuguali”. Come il fascismo, Platone sottolineava che gli individui dovevano aderire alle leggi e compiere i doveri, pur rifiutando di concedere loro diritti che limitassero o rifiutassero l’interferenza dello Stato nelle loro vite. Come il fascismo, Platone sosteneva anche che uno stato ideale avrebbe avuto un’educazione statale progettata per promuovere governanti e guerrieri capaci. Come molte ideologie fasciste, Platone sostenne un programma di eugenetica sponsorizzato dallo stato da attuare per migliorare la classe dei Guardiani nella sua Repubblica attraverso la selezione delle razze.
Il Duce Benito Mussolini aveva un forte legame con le opere di Platone. Tuttavia, ci sono differenze significative tra gli ideali di Platone e il fascismo. A differenza del fascismo, Platone non promosse mai l’espansionismo e si oppose alla guerra offensiva.
I fascisti italiani identificavano la loro ideologia come legata all’eredità dell’antica Roma, e in particolare all’Impero Romano: idolatravano Giulio Cesare e Augusto. Il fascismo italiano considerava lo stato moderno d’Italia come l’erede dell’Impero Romano e sottolineava la necessità che la cultura italiana “ritornasse ai valori romani”. I fascisti italiani vedevano l’Impero Romano come una società organica e stabile ideale, in contrasto con la società liberale individualista contemporanea, che consideravano caotica in confronto. Giulio Cesare era considerato un modello dai fascisti perché guidò una rivoluzione che rovesciava un vecchio ordine per stabilire un nuovo ordine basato su una dittatura in cui esercitava il potere assoluto. Mussolini sottolineò la necessità di una dittatura, uno stile di leadership attivista e un culto di leader come quello di Giulio Cesare che coinvolgeva "la volontà di fissare un centro unificante ed equilibrato e una volontà comune di agire". I fascisti italiani idolatravano anche Augusto come il campione che costruì l'Impero Romano. Il fascio littorio – un simbolo dell'autorità romana – era il simbolo dei fascisti italiani ed era inoltre adottato da molti altri movimenti fascisti nazionali formati in emulazione del fascismo italiano. Mentre un certo numero di nazisti rifiutava la civiltà romana perché la vedevano come incompatibile con la cultura ariana germanica e credevano anche che la cultura germanica ariana fosse al di fuori della cultura romana, Adolf Hitler ammirava personalmente l'antica Roma. Hitler si concentrò sull'antica Roma durante la sua ascesa al dominio e all'apice del suo potere come modello da seguire, e ammirava profondamente l'Impero Romano per la sua capacità di forgiare una civiltà forte e unificata. In conversazioni private, Hitler incolpò la caduta dell'Impero Romano sull'adozione romana del cristianesimo perché sosteneva che il cristianesimo autorizzava la mescolanza razziale che indebolì Roma e portò alla sua distruzione.

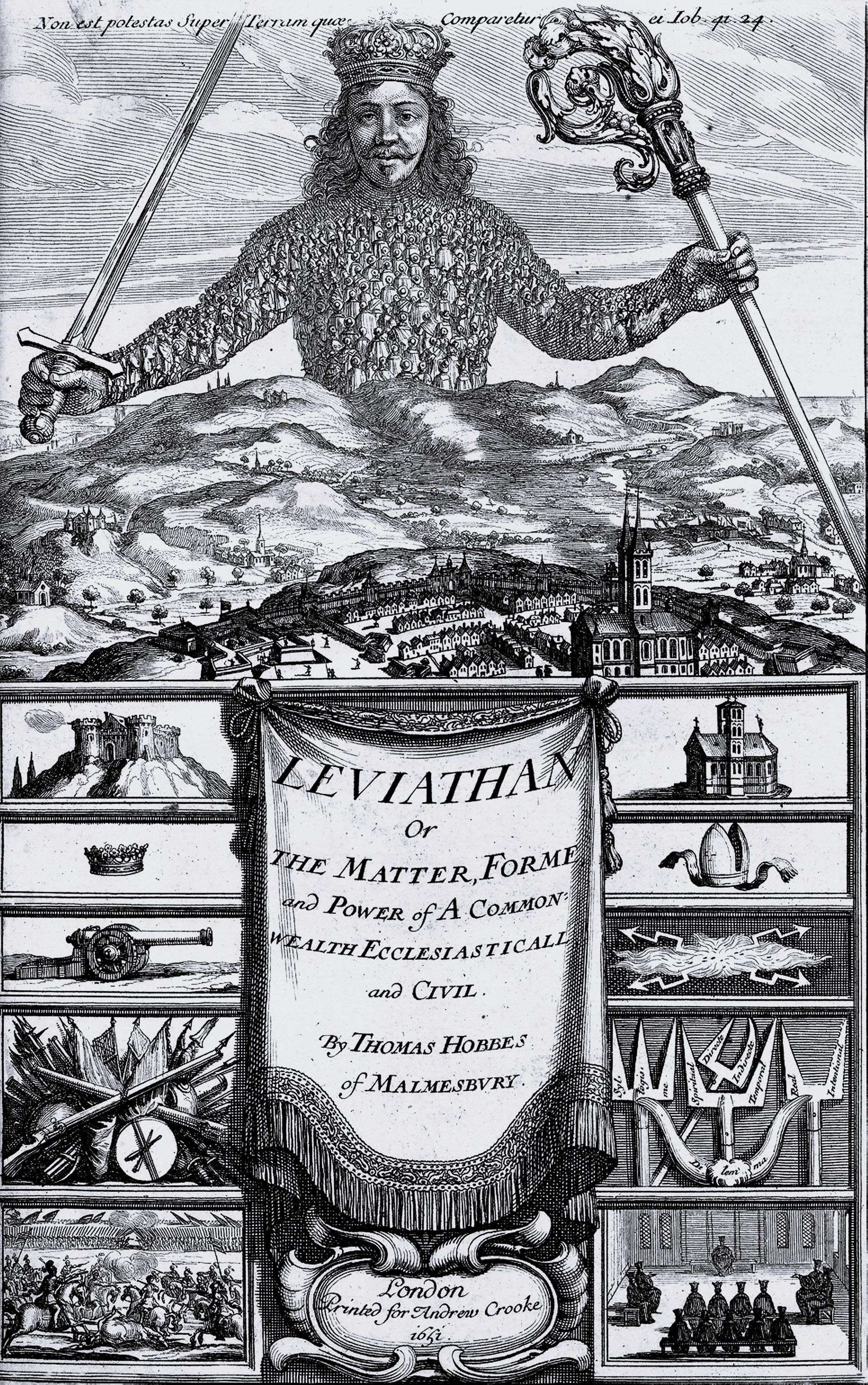
Leviathan (1651), il libro scritto da Thomas Hobbes che sostiene la monarchia assoluta

Ci furono numerose influenze sul fascismo dall’epoca del Rinascimento in Europa. Niccolò Machiavelli è noto per aver influenzato il fascismo italiano, in particolare attraverso la sua promozione dell’autorità assoluta dello stato. Machiavelli rifiutò tutte le ipotesi tradizionali e metafisiche esistenti del suo tempo, specialmente quelle associate al Medioevo, e sostenne, come patriota italiano, che l’Italia avesse bisogno di uno stato forte e onnipotente guidato da un leader energico e spietato che avrebbe conquistato e unificato l’Italia. Mussolini si vedeva come un Machiavelli moderno e scrisse un’introduzione alla sua tesi di dottorato onorario per l’Università di Bologna – “Preludio a Machiavelli”. Mussolini professava che il “pessimismo di Machiavelli sulla natura umana fosse eterno nella sua acuità. Gli individui semplicemente non potevano essere considerati affidabili per ‘obbedire alla legge, pagare le tasse e servire in guerra’. Nessuna società ben ordinata potrebbe volere che il popolo fosse sovrano”. La maggior parte dei dittatori del XX secolo imitò l’ammirazione di Mussolini per Machiavelli e “Stalin… si vedeva come l’incarnazione della virtù machiavelliana”.
Il teorico politico inglese Thomas Hobbes, nel suo lavoro Leviathan (1651), creò l’ideologia dell’assolutismo che sosteneva una monarchia assoluta e onnipotente per mantenere l’ordine all’interno di uno stato. L’assolutismo influenzò il fascismo. L’assolutismo basava la sua legittimità sui precedenti del diritto romano, inclusi lo stato romano centralizzato e la manifestazione del diritto romano nella Chiesa cattolica. Sebbene il fascismo sostenesse il potere assoluto dello stato, si opponeva all’idea che tale potere fosse nelle mani di un monarca e si opponeva al feudalesimo associato alle monarchie assolute.

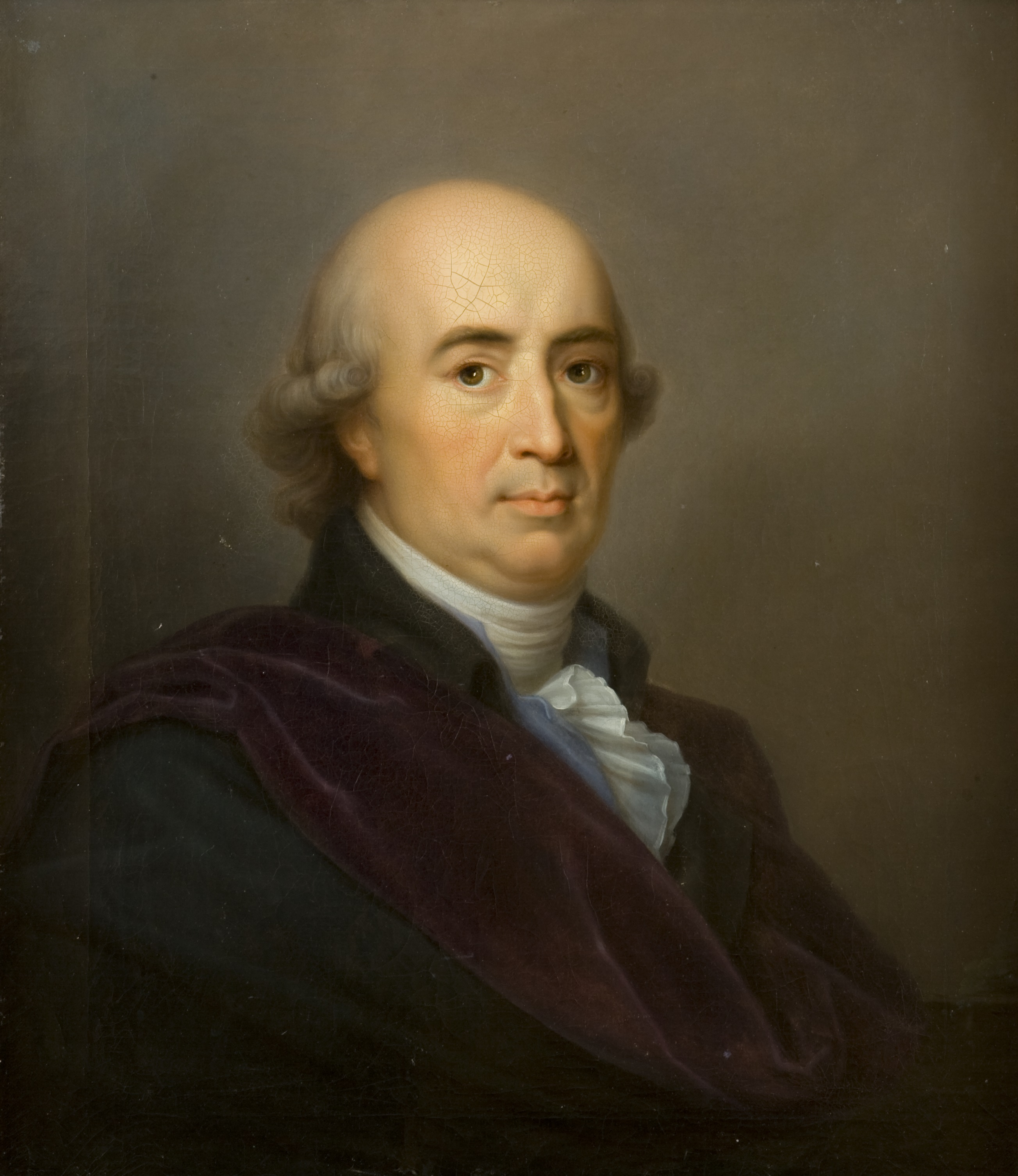
Ritratto di Johann Gottfried Herder, creatore del concetto di nationalismo

Durante l’Illuminismo, emersero una serie di influenze ideologiche che avrebbero plasmato lo sviluppo del fascismo. Lo sviluppo dello studio delle storie universali da parte di Johann Gottfried Herder portò all’analisi da parte di Herder dello sviluppo delle nazioni. Herder coniò il termine Nationalismus (“nazionalismo”) per descrivere questo fenomeno culturale. In questo periodo, il nazionalismo non si riferiva all’ideologia politica del nazionalismo che si sviluppò successivamente durante la Rivoluzione Francese. Herder sviluppò anche la teoria secondo cui gli europei sono discendenti dei popoli indo-ariani, basandosi sugli studi linguistici. Herder sosteneva che i popoli germanici avessero stretti legami razziali con gli antichi indiani e persiani, che egli considerava popoli avanzati dotati di una grande capacità di saggezza, nobiltà, autodisciplina e scienza.  I contemporanei di Herder utilizzarono il concetto di razza ariana per fare una distinzione tra quella che ritenevano essere la “cultura alta e nobile” ariana e quella della “cultura parassitaria” semitica, e questa visione anti-semita della discendenza ariana degli europei costituì la base delle teorie razziali naziste. Un’altra grande influenza sul fascismo provenne dalle teorie politiche di Georg Wilhelm Friedrich Hegel. Hegel promosse l’autorità assoluta dello stato e affermò che “niente meno dello stato è l’attualizzazione della libertà” e che “lo stato è la marcia di Dio sulla terra”.
La Rivoluzione Francese e la sua eredità politica hanno avuto una grande influenza sullo sviluppo del fascismo. I fascisti vedono la Rivoluzione francese come un evento in gran parte negativo che ha portato al radicamento di idee liberali come la democrazia liberale, l'anticlericalismo e il razionalismo. Gli oppositori della Rivoluzione Francese inizialmente erano conservatori e reazionari, ma la Rivoluzione fu anche successivamente criticata dai marxisti per il suo carattere borghese e dai nazionalisti razzisti che si opponevano ai suoi principi universalisti. I nazionalisti razzisti in particolare hanno condannato la Rivoluzione francese per aver concesso uguaglianza sociale a "razze inferiori" come gli ebrei. Mussolini condannò la Rivoluzione Francese per aver sviluppato il liberalismo, il socialismo scientifico e la democrazia liberale, ma riconobbe anche che il fascismo ha estratto e utilizzato tutti gli elementi che avevano preservato la vitalità di quelle ideologie e che il fascismo non aveva alcun desiderio di ripristinare le condizioni che hanno precipitato la Rivoluzione. Sebbene il fascismo si opponesse alle parti centrali della Rivoluzione, i fascisti ne sostenevano altri aspetti; Mussolini dichiarò il suo sostegno alla demolizione da parte della Rivoluzione dei resti del Medioevo come i pedaggi e il lavoro obbligatorio sui cittadini e notò che la Rivoluzione ebbe benefici in quanto era stata una causa dell'intera nazione francese e non semplicemente un partito politico. Ancora più importantemente, la Rivoluzione è stata responsabile della radicamento del nazionalismo come ideologia politica, sia nel suo sviluppo in Francia come nazionalismo francese sia nella creazione di movimenti nazionalisti, in particolare in Germania, con lo sviluppo del nazionalismo tedesco di Johann Gottlieb Fichte come risposta politica allo sviluppo del nazionalismo francese. I nazisti accusarono la Rivoluzione di essere dominata da ebrei e massoni e furono profondamente turbati dall'intenzione della Rivoluzione di rompere completamente la Francia dalla sua storia in quello che i nazisti sostenevano essere un ripudio della storia che affermavano essere un tratto dell'Illuminismo. Sebbene i nazisti fossero molto critici nei confronti della Rivoluzione, Hitler in Mein Kampf disse che la Rivoluzione francese è un modello per come ottenere un cambiamento che sostiene sia stato causato dalla forza retorica dei demagoghi. Inoltre, i nazisti idealizzarono la levée en masse (mobilitazione di massa dei soldati) che fu sviluppata dagli eserciti rivoluzionari francesi e i nazisti cercarono di usare il sistema per il loro movimento paramilitare.

### Era difin-de-siècle(fine secolo) e fusione del nazionalismo con il Sorelianesimo (1880-1914)
Le radici ideologiche del fascismo sono state fatte risalire agli anni 1880 e in particolare al tema della fine del secolo di quel tempo. Il tema si basava sulla rivolta contro il materialismo, il razionalismo, il positivismo, la società borghese e la democrazia liberale. La generazione fin-de-siècle ha sostenuto l'emotività, l'irrazionalismo, il soggettivismo e il vitalismo. La mentalità di fin-de-siècle vedeva la civiltà come in una crisi che richiedeva una soluzione massiccia e totale. La scuola intellettuale di fin-de-siècle del 1890 – tra cui Gabriele d'Annunzio ed Enrico Corradini in Italia; Maurice Barrès, Edouard Drumont e Georges Sorel in Francia; e Paul de Lagarde, Julius Langbehn e Arthur Moeller van den Bruck in Germania – vedeva la collettività sociale e politica come più importante dell'individualismo e del razionalismo. Consideravano l'individuo come solo una parte della collettività più ampia, che non dovrebbe essere vista come una somma numerica atomizzata di individui. Hanno condannato l'individualismo razionalista della società liberale e la dissoluzione dei legami sociali nella società borghese. Vedevano la società moderna come una società di mediocrità, materialismo, instabilità e corruzione.  Hanno denunciato la società urbana della grande città come basata semplicemente sull'istinto e sull'animalità e senza eroismo.
La prospettiva della fin-de-siècle è stata influenzata da vari sviluppi intellettuali, tra cui la biologia darwiniana; l'estetica wagneriana; il razzismo di Arthur de Gobineau; la psicologia di Gustave Le Bon; e le filosofie di Friedrich Nietzsche, Fyodor Dostoyevsky e Henri Bergson. Il darwinismo sociale, che ha ottenuto un'accettazione diffusa, non ha fatto distinzione tra vita fisica e sociale e ha visto la condizione umana come una lotta incessante per raggiungere la sopravvivenza del più adatto. Il darwinismo sociale ha sfidato l'affermazione del positivismo di scelta deliberata e razionale come comportamento determinante degli esseri umani, con il darwinismo sociale che si concentra sull'ereditarietà, la razza e l'ambiente. L'enfasi del darwinismo sociale sull'identità dei biogruppi e sul ruolo delle relazioni organiche all'interno delle società ha favorito la legittimità e l'appello al nazionalismo. Le nuove teorie della psicologia sociale e politica hanno anche respinto la nozione che il comportamento umano sia governato dalla scelta razionale, e invece hanno affermato che l'emozione era più influente nelle questioni politiche della ragione. L'argomento di Nietzsche secondo cui "Dio è morto" ha coinciso con il suo attacco alla "mentalità di gregge" del cristianesimo, della democrazia e del collettivismo moderno; il suo concetto di Übermensch; e la sua difesa della volontà di potere come istinto primordiale sono stati importanti influenze su molte delle generazioni fin-de-siècle. L'affermazione di Bergson dell'esistenza di un "élan vital" o istinto vitale incentrato sulla libera scelta e ha respinto i processi del materialismo e del determinismo, quindi ha sfidato il marxismo.
Con l'avvento della teoria darwiniana dell'evoluzione arrivarono le affermazioni dell'evoluzione che forse portavano alla decadenza. I sostenitori delle teorie della decadenza sostenevano che la decadenza della società occidentale contemporanea era il risultato della vita moderna, compresa l'urbanizzazione, lo stile di vita sedentario, la sopravvivenza del meno adatto e l'enfasi della cultura moderna sull'egualitarismo, l'anomia individualistica e il non conformismo. L'opera principale che ha dato origine alle teorie della decadenza è stata l'opera Degeneration (1892) di Max Nordau che era popolare in Europa, le idee di decadenza hanno aiutato la causa dei nazionalisti che presentavano il nazionalismo come una cura per la decadenza.
Gaetano Mosca nella sua opera La Classe Dirigente (1896) sviluppò la teoria che afferma che in tutte le società, una "minoranza organizzata" dominerà e governerà sulla "maggioranza disorganizzata". Mosca afferma che ci sono solo due classi nella società, "la governante" (la minoranza organizzata) e "la governata" (la maggioranza disorganizzata).

### Prima guerra mondiale e conseguenze (1914-1922)
Allo scoppio della prima guerra mondiale nell'agosto 1914, la sinistra politica italiana divenne gravemente divisa sulla sua posizione sulla guerra. Il Partito Socialista Italiano si oppose alla guerra sulla base dell'internazionalismo proletario, ma un certo numero di sindacalisti rivoluzionari italiani sostenne l'intervento nella guerra sulla base del fatto che poteva servire a mobilitare le masse contro lo status quo e che la questione nazionale doveva essere risolta prima di quella sociale. Corradini ha presentato la necessità per l'Italia come "nazione proletaria" di sconfiggere una Germania reazionaria da una prospettiva nazionalista.

### Il fascismo contemporaneo (2008-oggi)
Dalla grande recessione del 2008, il fascismo ha visto un aumento internazionale della popolarità, insieme a fenomeni strettamente associati come la xenofobia, l’antisemitismo, l’autoritarismo e l’euroscetticismo.
L'alt-right – una coalizione vagamente connessa di individui e organizzazioni che sostiene una vasta gamma di idee di estrema destra, dai neoreazionari ai nazionalisti bianchi – è spesso inclusa sotto il termine ombrello neofascismo perché gli individui e le organizzazioni di alt-right sostengono una forma radicale di ultranazionalismo autoritario.
I neofascisti di alt-right spesso si battono in modi indiretti legati a teorie del complotto come il genocidio bianco, pizzagate e QAnon, e cercano di mettere in discussione la legittimità delle elezioni. I gruppi che sono identificati come neofascisti negli Stati Uniti generalmente includono organizzazioni e movimenti neonazisti come i Proud Boys, la National Alliance e il Partito Nazista Americano. L’Istituto per La Revisione Storica pubblica articoli negazionisti di natura antisemita.
Dal 2016 e sempre più nel corso della presidenza di Donald Trump, gli studiosi hanno discusso se il Trumpismo debba essere considerato una forma di fascismo.

## Il rapporto del fascismo con altre ideologie politiche ed economiche

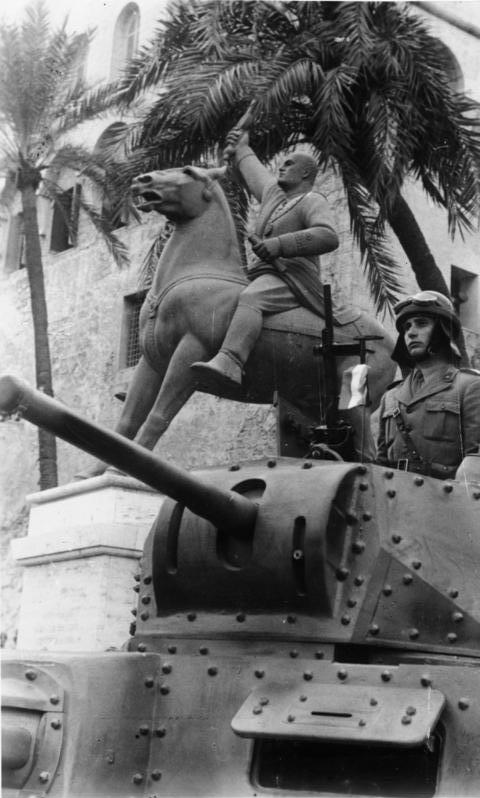
Sfilata delle forze italiane accanto a una statua equestre di Mussolini durante la campagna nordafricana a Tripoli, Libia occupata dagli italiani

Mussolini vedeva il fascismo come contrario al socialismo e ad altre ideologie di sinistra, scrivendo nella Dottrina Del Fascismo: "Se si ammette che il diciannovesimo secolo è stato il secolo del socialismo, del liberalismo e della democrazia, non ne consegue che il ventesimo debba essere anche il secolo del liberalismo, del socialismo e della democrazia. Le dottrine politiche passano; i popoli rimangono. C'è da aspettarsi che questo secolo possa essere quello dell'autorità, un secolo di 'Destra', un secolo fascista".

### Capitalismo
Il fascismo aveva una relazione complessa con capitalismo, sia sostenendo che opponendosi a diversi aspetti di esso in momenti diversi e in diversi paesi. In generale, i fascisti avevano una visione strumentale del capitalismo, considerandolo come uno strumento che può essere utile o meno, a seconda delle circostanze. I fascisti miravano a promuovere quelli che consideravano gli interessi nazionali dei loro paesi; sostenevano il diritto di possedere proprietà privata e lo scopo sociale perché credevano che fossero utili allo sviluppo economico di una nazione, ma generalmente cercavano di eliminare l'autonomia degli interessi commerciali su larga scala dallo stato.
C'erano sia elementi pro-capitalisti che anticapitalisti nel pensiero fascista. L'opposizione fascista al capitalismo si basava sulla decadenza percepita, sull'edonismo e sul cosmopolitismo dei ricchi, in contrasto con la disciplina idealizzata, il patriottismo e la virtù morale dei membri delle classi medie. Il sostegno fascista al capitalismo si basava sull'idea che la concorrenza economica fosse un bene per la nazione, così come sulle convinzioni sociali darwiniste secondo cui il successo economico dei ricchi dimostrava la loro superiorità e l'idea che interferire con la selezione naturale nell'economia avrebbe gravato sulla nazione preservando gli individui deboli. Questi due modi di pensare al capitalismo - vedendolo come una forza positiva che promuove l'efficienza economica ed è necessaria per la prosperità della nazione, ma anche vedendolo come una forza negativa che promuove la decadenza e la slealtà alla nazione - sono rimasti in una coesistenza difficile all'interno della maggior parte dei movimenti fascisti. Le politiche economiche dei governi fascisti, nel frattempo, non erano generalmente basate su impegni ideologici in un modo o nell'altro, invece dettate da preoccupazioni pragmatiche con la costruzione di una forte economia nazionale, la promozione dell'autarchia e la necessità di prepararsi e condurre la guerra.

### Nel fascismo italiano
La prima versione di un movimento fascista, che consisteva nei piccoli gruppi politici guidati da Benito Mussolini nel Regno d'Italia dal 1914 al 1922 (Fasci d'Azione Rivoluzionaria e Fasci Italiani di Combattimento, rispettivamente), formò un movimento interventista radicale pro-guerra che si concentrava sull'espansione territoriale italiana e mirava a unire persone di tutto lo spettro politico al servizio di questo obiettivo. In quanto tale, questo movimento non ha preso una posizione chiara né a favore né contro il capitalismo, in quanto ciò avrebbe diviso i suoi sostenitori. Molti dei suoi leader, tra cui lo stesso Mussolini, provenivano dalla tradizione sindacalista rivoluzionaria anti capitalista ed erano noti per la loro retorica anti capitalista. Tuttavia, una parte significativa del finanziamento del movimento proveniva da interessi commerciali pro-guerra e dai principali proprietari terrieri. Mussolini in questa fase cercò di mantenere un equilibrio, sostenendo ancora di essere un rivoluzionario sociale mentre coltivava anche un "atteggiamento positivo" nei confronti del capitalismo e dei capitalisti. Il piccolo movimento fascista guidato da Mussolini a Milano nel 1919 non aveva quasi alcuna somiglianza con il fascismo italiano di dieci anni dopo, mentre proponeva un ambizioso programma anticapitalista che chiedeva la ridistribuzione della terra ai contadini, una tassa progressiva sul capitale, maggiori imposte sulle successioni e la confisca di eccessivi profitti di guerra, proclamando anche la sua opposizione a "qualsiasi tipo di dittatura o potere arbitrario" e chiedendo una magistratura indipendente, suffragio universale e completa libertà di parola. Eppure Mussolini allo stesso tempo promise di eliminare l'intervento statale negli affari e di trasferire grandi segmenti dell'economia dal controllo pubblico a quello privato, e i fascisti si incontravano in una sala fornita da uomini d'affari milanesi. Queste contraddizioni erano considerate da Mussolini come una virtù del movimento fascista, che, in questa fase iniziale, intendeva fare appello a tutti.
A partire dal 1921, il fascismo italiano si è spostato dal presentarsi come un movimento espansionista ad ampio base, a sostenere di rappresentare l'estrema destra della politica italiana. Ciò è stato accompagnato da un cambiamento nel suo atteggiamento nei confronti del capitalismo. Mentre all'inizio aveva accolto sia posizioni anti capitaliste che pro-capitaliste, ora ha assunto una politica fortemente pro-free-enterprise. Dopo essere stati eletti al parlamento italiano per la prima volta, i fascisti presero posizione contro la collettivizzazione economica e la nazionalizzazione e sostenevano la privatizzazione dei servizi postali e ferroviari. Mussolini ha fatto appello ai liberali conservatori per sostenere una futura presa di potere fascista sostenendo che "il capitalismo fiorirebbe meglio se l'Italia scartasse la democrazia e accettasse la dittatura come necessario per schiacciare il socialismo e rendere il governo efficace". Ha anche promesso che i fascisti avrebbero ridotto le tasse e bilanciato il bilancio, ha ripudiato il suo passato socialista e ha affermato la sua fede nel liberalismo economico. Nel 1922, dopo la marcia su Roma, il Partito Nazionale Fascista salì al potere e Mussolini divenne primo ministro d'Italia. Da quel momento fino all'avvento della Grande Depressione nel 1929, i fascisti italiani perseguirono una politica economica generalmente di libero mercato e pro-capitalista, in collaborazione con le tradizionali élite economiche italiane.
Verso l'inizio del suo mandato come primo ministro, nel 1923, Mussolini dichiarò che "il governo fascista concederà piena libertà all'impresa privata e abbandonerà ogni intervento nell'economia privata". Il governo di Mussolini privatizzò gli ex monopoli governativi (come il sistema telefonico), abrogò la legislazione precedente che era stata introdotta dai socialisti (come l'imposta sulle successioni) e in pareggio il bilancio. Alfredo Rocco, all'epoca ministro della Giustizia fascista, scrisse nel 1926 che:
Mussolini attirò i ricchi negli anni '20 lodando la libera impresa, parlando di ridurre la burocrazia e abolire gli aiuti alla disoccupazione e sostenendo l'aumento della disuguaglianza nella società. Ha sostenuto la liberalizzazione economica, ha affermato che lo stato dovrebbe stare fuori dall'economia e ha persino detto che l'intervento del governo in generale era "assolutamente rovinoso per lo sviluppo dell'economia". Allo stesso tempo, tuttavia, ha anche cercato di mantenere parte dell'appello iniziale del fascismo a persone di tutte le classi insistendo sul fatto che non era contro i lavoratori, e talvolta contraddicendo apertamente se stesso e dicendo cose diverse a un pubblico diverso. Molti dei ricchi industriali e proprietari terrieri italiani hanno sostenuto Mussolini perché ha fornito stabilità (soprattutto rispetto all'era Giolitti) e perché sotto il governo di Mussolini c'erano "pochi scioperi, molte concessioni fiscali per i benestanti, una fine dei controlli sugli affitti e generalmente alti profitti per le imprese".
La prospettiva fascista italiana nei confronti del capitalismo cambiò dopo il 1929, con l'inizio della Grande Depressione che inferse un duro colpo all'economia italiana. I prezzi sono diminuiti, la produzione ha rallentato e la disoccupazione è più che triplicata nei primi quattro anni della Depressione. In risposta, il governo fascista abbandonò il liberalismo economico e si rivolse all'intervento statale nell'economia. Mussolini sviluppò una teoria che sosteneva che il capitalismo fosse degenerato nel tempo e che il capitalismo della sua epoca stesse affrontando una crisi perché si era allontanato troppo dalle sue radici originali. Secondo Mussolini, la forma originale era capitalismo eroico o capitalismo dinamico (1830-1870), che lasciò il posto al capitalismo statico (1870-1914), che poi si trasformò in capitalismo decadente o "supercapitalismo", a partire dal 1914. Mussolini denunciò questo supercapitalismo come un fallimento a causa della sua presunta decadenza, del sostegno al consumismo illimitato e dell'intenzione di creare la "standardizzazione dell'umanità". Ha affermato che il supercapitalismo aveva portato al crollo del sistema capitalista nella Grande Depressione,  ma che gli sviluppi industriali dei primi tipi di capitalismo erano preziosi e che la proprietà privata doveva essere sostenuta finché era produttiva. I fascisti sostenevano anche che, senza l'intervento, il supercapitalismo "alla fine sarebbe decaduto e avrebbe aperto la strada a una rivoluzione marxista mentre le relazioni con il capitale del lavoro si rompevano". Hanno presentato il loro nuovo programma economico come un modo per evitare questo risultato.
L'idea del corporativismo, che era già stata parte della retorica fascista per qualche tempo, è salita alla ribalta come soluzione che avrebbe preservato l'impresa privata e la proprietà consentendo allo Stato di intervenire nell'economia quando l'impresa privata è fallita. Il corporativismo è stato promosso come riconciliazione degli interessi del capitale e del lavoro. Mussolini sosteneva che questo corporativismo fascista avrebbe preservato quegli elementi del capitalismo che erano ritenuti utili, come l'impresa privata, e li avrebbe combinati con la supervisione statale. In questo momento ha anche detto di aver respinto i tipici elementi capitalisti dell'individualismo economico e del laissez-faire. Mussolini ha affermato che nel supercapitalismo "un'impresa capitalista, quando sorgono difficoltà, si getta come un peso morto tra le braccia dello stato. È allora che inizia l'intervento statale e diventa più necessario. È allora che coloro che una volta ignoravano lo stato ora lo cercano con ansia". A causa dell'incapacità delle imprese di operare correttamente di fronte a difficoltà economiche, Mussolini ha affermato che questo ha dimostrato che l'intervento statale nell'economia era necessario per stabilizzare l'economia.

### Nel nazismo tedesco
Il nazismo tedesco, come il fascismo italiano, incorporava anche opinioni sia pro-capitaliste che anticapitaliste. La differenza principale era che il nazismo interpretava tutto attraverso una lente razziale. Così, le opinioni naziste sul capitalismo erano modellate dalla questione della razza a cui appartenevano i capitalisti. I capitalisti ebraici (in particolare i banchieri) erano considerati nemici mortali della Germania e parte di una cospirazione globale che includeva anche comunisti ebraici. D'altra parte, i capitalisti etnici tedeschi erano considerati potenziali alleati dai nazisti.